# Ornithogalum juncifolium
Ornithogalum juncifolium ist eine Pflanzenart der Gattung Ornithogalum in der Familie der Spargelgewächse (Asparagaceae). Das Artepitheton juncifolia leitet sich vom Namen der Gattung Juncus sowie vom lateinischen Wort folius für ‚blättrig‘ ab.

## Beschreibung
Ornithogalum juncifolium wächst Gruppen bildend. Die oberirdischen, kugelförmigen Zwiebeln weisen einen Durchmesser von bis zu 4 Zentimeter auf und sind ebenso hoch. Unter den graubraunen Zwiebelschuppen ist das grüne Gewebe sichtbar. Die linealischen, fadenförmigen, grünen Laubblätter erscheinen mit den Blüten. Die Blattspreite ist 10 bis 20 Zentimeter lang und 2 bis 3 Millimeter breit. Die Basis der Blätter ist scheidig sowie röhrig. Sie bildet auf der Zwiebel einen membranösen Kragen.
Der rispige, bis zu 15-blütige Blütenstand erreicht eine Länge von bis zu 40 Zentimeter. Der aufrechte Blütenschaft ist stielrund. Die dreieckigen Brakteen sind dornenspitzig geöhrt. Die Blüten stehen an etwa 2 Zentimeter langen Blütenstielen. Die Blütenhülle ist sternförmig. Die linealisch-lanzettlichen Perigonblätter sind 7 bis 10 Millimeter lang und 2,5 Millimeter breit. Die Staubblätter sind 5 Millimeter lang. Äußere Staubfäden sind linealisch, innere kürzer und eiförmig-zugespitzt. Der 3 Millimeter lange und kurz gestielte Fruchtknoten ist eiförmig. Der aufrechte Griffel ist 2,5 Millimeter lang.
Die eiförmigen Früchte sind 5 Millimeter lang.

## Systematik und Verbreitung
Ornithogalum juncifolium ist in Südafrika auf felsigen und wasserdurchlässigen Böden weit verbreitet.
Die Erstbeschreibung durch Nikolaus Joseph von Jacquin wurde 1797 veröffentlicht.
Ein nomenklatorisches Synonym ist Nicipe juncifolia (Jacq.) Mart.-Azorín, M.B.Crespo & Juan (2011). In die Art als Synonym einbezogen wurden Ornithogalum comptum Baker (1873), Ornithogalum griseum Baker (1873), Ornithogalum subulatum Baker (1874), Ornithogalum leptophyllum Baker (1897), Ornithogalum oliganthum Baker (1897), Ornithogalum stenostachyum Baker (1901), Ornithogalum tenuipes C.H.Wright (1901), Ornithogalum capillifolium Fourc. (1932), Ornithogalum limosum Fourc. (1932), Ornithogalum petraeum Fourc. (1932), Anthericum pauper Poelln. (1942), Anthericum quadrifidum Poelln. (1942), Ornithogalum brevifolium F.M.Leight. (1943), Ornithogalum epigeum F.M.Leight. (1943), Ornithogalum comptonii F.M.Leight. (1944), Ornithogalum langebergense F.M.Leight. (1945), Ornithogalum juncifolium var. emsii van Jaarsv. & A.E.van Wyk (2005), Nicipe capillifolia (Fourc.) Mart.-Azorín, M.B.Crespo & Juan (2011), Nicipe comptonii (F.M.Leight.) Mart.-Azorín, M.B.Crespo & Juan (2011), Nicipe comptum (Baker) Mart.-Azorín, M.B.Crespo & Juan (2011) und Nicipe petraea (Fourc.) Mart.-Azorín, M.B.Crespo & Juan (2011).

## Nachweise